# OHKプライムニュース
『OHKプライムニュース』（オーエイチケー プライムニュース、ラテン文字表記 : OHK PRIME news）は、岡山放送（OHK）で放送されていた夕方のニュース番組である。キー局のフジテレビが制作する全国ニュースと、自社制作の岡山県・香川県向けローカルニュースなどで構成される。

## 概要
フジテレビが夕方の新たなニュース番組『プライムニュース イブニング』を開始するのに合わせ、これまで3年間にわたり放送されていた『みんなのニュース』の後継番組として、2018年4月2日に放送を開始した。
前身番組『みんなのニュース』からの変更点として、出演者にアシスタントが新設されている。これまではキャスター2人が進行し、各コーナーのみ担当者が出演していたが、本番組ではキャスター2人に加えアシスタントの3人体制で進行するようになっている。また、番組名はこれまで平日版と週末版で異なっていたが、本番組では平日版・週末版共に同一のタイトルとなっている。
タイトルロゴ・カラーリングはフジテレビにおけるロゴの『evening』を『OHK』に変えたもの（"PRIMEnewsOHK"）であった。
2019年春の番組改編に伴い、同年3月31日の週末版の放送をもって終了した。後継番組は『OHK Live』（全国ニュース『Live News it!』、自社制作の情報番組『ミルンへカモン! なんしょん?』、ローカルニュース『OHK Live News 614』で構成される）。

## 放送時間
下記の時刻はいずれも日本標準時（JST）。
平日版（月曜日 - 金曜日）
- 16:50 - 19:00 （2018年4月2日 - 2019年3月29日）
  - 自社制作のローカル枠は18:14 - 18:50

週末版（土曜日・日曜日）
- 17:30 - 18:00 （2018年4月7日 - 2019年3月31日）
  - 自社制作のローカル枠は17:48 - 18:00

## 出演者
下記は平日の出演者で、いずれもOHKのアナウンサーである。週末はOHKアナウンサーが持ち回りで担当する。
キャスター
- 篠田吉央
- 岸下恵介

アシスタント・各コーナー担当
- 森夏美（2018年7月2日より出演、月曜 - 水曜アシスタント・天気予報担当）
- 藤本紅美（木曜・金曜アシスタント・天気予報担当）
- 堀靖英（月曜スポーツ担当）